# Frederick Walton

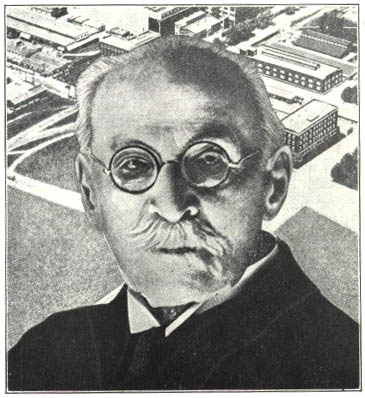
Frederick Walton (1834–1928)

Frederick Edward Walton (getauft 19. Mai 1834 in Sowerby Bridge bei Halifax, Yorkshire; † 16. Mai 1928 in Nizza) war ein englischer Unternehmer und Erfinder des Linoleums sowie des Linkrusta. Auf der Basis seiner Erfindung baute er die erste Linoleumfabrik auf und begründete damit den Erfolg als Bodenbelag, den Linoleum bis weit in das 20. Jahrhundert hinein hatte. Insgesamt meldete Walton 88 britische Patente an, von denen zwei Drittel in direktem Zusammenhang mit Linoleum standen.

## Leben und Werk

### Familie und Ausbildung
Frederick Edward Walton wurde am 19. Mai 1834 in Sowerby Bridge nahe Halifax, Yorkshire, getauft, sein Geburtsdatum ist unbekannt. Er war der zweite Sohn des Ingenieurs James Walton (1802/3–1883) und dessen Frau Ann Kenworthy. Seine Ausbildung erhielt Walton in Bradford und Wakefield sowie bei Auslandsaufenthalten in Belgien und Frankreich. Nach seiner Ausbildung wurde er Partner seines Vaters und seines Bruders in deren Unternehmen in Haughton Dale nahe Manchester. Gemeinsam fertigten sie Drahtkarden aus Latex des Gummibaumes (Ficus elastica) zum Kardieren von Baumwolle, für die sein Vater ein Patent entwickelt hatte.
Am 19. März 1867 heiratete Walton Alice Ann Scruby († 1886), die Tochter des Tierchirurgen Thomas Scruby. Mit ihr hatte er einen Sohn und drei Töchter.

### Erfindung des Linoleums
Frederick Walton arbeitete im eigenen Labor an Projekten für die gemeinsame Firma, unter anderem an der Entwicklung schnelltrocknender Farben für Öltücher. Zahlreichen Quellen zufolge entdeckte er bei diesen Arbeiten auf einer Farbdose mit Farbe auf Leinölbasis eine feste gummiartige Schicht aus oxidiertem Leinöl (Linoxin). 1860 erhielt er ein Patent auf die Herstellung von Linoxin, bei der Leinöl der Luft ausgesetzt wird und durch die Oxidation erhärtet. Im selben Jahr verkaufte er seine Anteile an der Firma seines Vaters und eröffnete eine eigene Werkstatt in Chiswick, um weiter an seiner Erfindung zu arbeiten.
Walton versuchte, wahrscheinlich angeregt durch den 1844 erfundenen Bodenbelag Kamptulikon, das von ihm entwickelte Linoxin auf Gewebebahnen aufzutragen und damit einen Ersatz für Gummi zu bekommen. 1863 erstellte er sein erstes Stück Linoleum; der Name setzt sich zusammen aus dem lateinischen Namen des Gemeinen Leins (Linum), aus dem das Leinöl gewonnen wird, und oleum für Öl. Er ließ sich das Linoleum 1864 patentieren und zog dann nach Staines, wo er seine Linoleum Manufacturing Company aufbaute. Nach einer schleppenden Einführung des Produkts und einer intensiven Bewerbung als „warmer, weicher und haltbarer“ Bodenbelag nahmen die Verkäufe zu und Linoleum wurde aufgrund der leichten Reinigungsmöglichkeit vor allem für öffentliche Gebäude wie Krankenhäuser sowie für Büros genutzt.
1872 ging Walton nach New York und eröffnete hier die American Linoleum Company auf Staten Island, die er selbst zwei Jahre führte. 1877 liefen seine Patente für das Linoleum aus und 1878 entschied der britische High Court zudem, dass der Markenname nicht geschützt sei. Linoleum wurde der Name des Materials und nicht des Markenprodukts von Waltons Unternehmen. Mehrere führende Bodenbelaghersteller nutzten die Möglichkeit, nun ebenfalls Linoleum herzustellen und traten in Konkurrenz zu Walton; vor allem Michael Barker Nairn in Kirkcaldy und James Williamson in Lancaster wurden zu ernsthaften Konkurrenten in Großbritannien und profitierten von dem rasanten Marktwachstum des Materials.

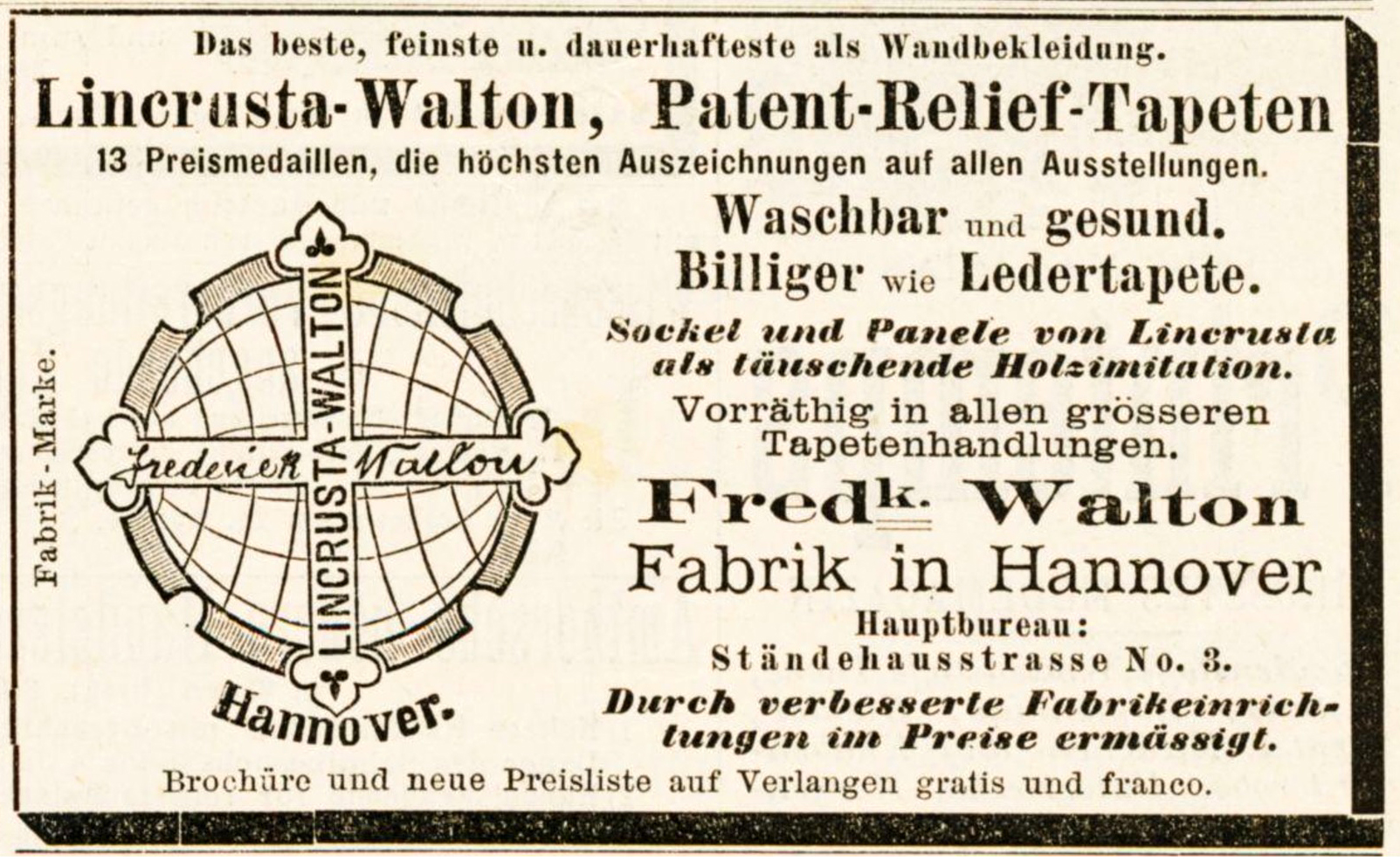
Werbeanzeige von 1886 für die „Lincrusta-Walton, Patent-Relief-Tapete“ aus der Fabrik in Hannover

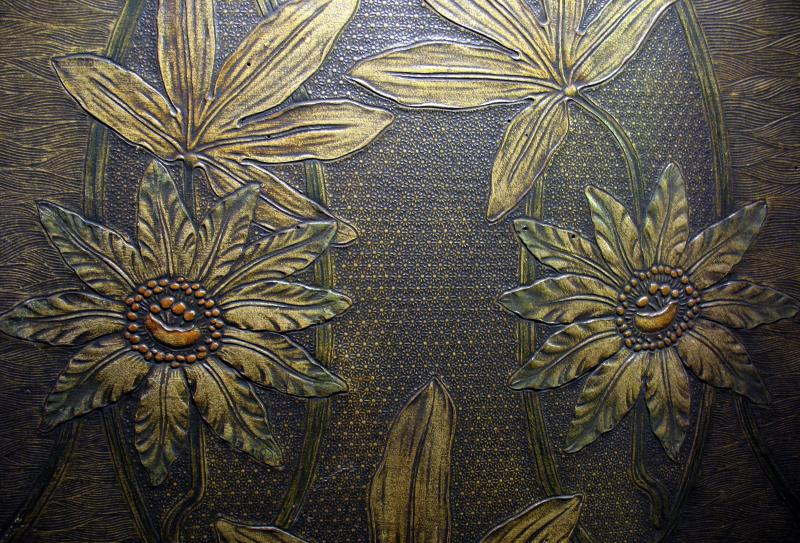
Lincrusta-Tapete in einer Jugendstil-Apotheke in Stuttgart (florales Dekor, Original von 1901)

Frederick Walton zog sich 1878 aus dem aktiven Management seiner Unternehmen zurück, blieb jedoch Haupteigentümer. 1877 entwickelte und patentierte er ein Verfahren, Linoxin auch als Wandverkleidung nutzbar zu machen und nannte das neue Produkt Lincrusta. 1878 eröffnete er in Sunbury-on-Thames ein Werk zur Lincrusta-Produktion, später folgten unter anderem Werke in Paris und Hannover. 1888 und 1890 patentierte Walton Verfahren, Linoleum durch Einlegearbeiten und Mosaike zu gestalten, und gründete 1894 die Greenwich Inlaid Linoleum Company. Diese arbeitete gewinnbringend bis 1914, wurde jedoch 1922 von Nairn übernommen.
Um 1922 zog Walton nach Nizza und schrieb dort sein Buch The Infancy and Development of Linoleum Floorcloth, das 1925 erschien. Er starb bei einem Verkehrsunfall am 16. Mai 1928 in Nizza und wurde im August auf dem Friedhof La Caucada beerdigt.
Frederick Walton war zeit seines Lebens immer mehr Erfinder als Geschäftsmann, daher überließ er die Leitung seiner Unternehmen in der Regel Geschäftsführern, während er selbst im Aufsichtsrat saß. Er arbeitete ständig an neuen Entwicklungen und brachte es so auf 88 verschiedene Patente in Großbritannien, zwei Drittel davon in direktem Zusammenhang mit oxidiertem Leinöl. Daneben erhielt er Patente auf Fleischextrakte, Autoräder, Flugzeugteile und künstliche Gummisubstitute.

## Werke
- The Infancy and Development of Linoleum Floorcloth. 1925.